# Sirusho
Pour les articles homonymes, voir Haroutiounian.
Siranush Haroutunyan (en arménien Սիրանուշ Հարությունյան ; née le 7 janvier 1987 à Erevan, RSS d'Arménie, URSS ; aujourd'hui Arménie), plus connue sous le nom Sirusho, est une chanteuse arménienne.
En 2008, la BBC a décrit son succès comme faisant d'elle un « trésor national » de l' Arménie. 
Sirusho a atteint une reconnaissance internationale après être devenue la représentante de l'Arménie pour le Concours Eurovision de la chanson 2008 qui eut lieu à Belgrade. Sirusho et sa chanson Qélé, Qélé, co-écrite avec le producteur arménien HA-Der Hovagimian, terminent à la 4e place, avec 199 points.
Sirusho est la première artiste arménienne à avoir été deux fois nommée aux World Music Awards avec la chanson Pregomesh.

## Biographie
Sirusho est né à Erevan, en RSS d'Arménie le 7 janvier 1987,  fille de l'acteur et metteur en scène Hrachya Harutyunyan (en) et de Syuzan Margaryan (en), l'une des chanteuses les plus populaires en Arménie dans les années 1980 et 1990.

## Albums
- Sirusho (2000)
- Sheram (2005)
- Hima (2008)
- Havatum Em (2010)
- Armat (2016)

## Singles
- Shorora (2005)
- Sery Mer (2005)
- Mayrik (2006)
- Heranum em (2006)
- Hima (2007)
- Arjani e (2007) en duo avec  Sofi Mkheyan
- Mez Vochinch Chi Bajani (2007)
- Qele Qele (2008)
- Erotas (2009)
- Time To Pray (2009) aux côtés de Jelena Tomašević et Bo'az Ma'uda
- Havatum Em (2010)
- I Like It (2011)
- PreGomesh (2012)
- See (2013) en duo avec Sakis Rouvas
- Body on Body 2021